# دافيدسون (أوكلاهوما)
دافيدسون (بالإنجليزية: Davidson, Oklahoma)‏ هي بلدة أمريكية تقع في الولايات المتحدة في مقاطعة تيليمان. يقدر عدد سكانها بـ 315 نسمة ومساحتها 1.244304 كم2 وترتفع عن سطح البحر 356 متر.

## التركيبة السكانية
حدّد مكتب تعداد الولايات المتحدة بيانات التركيبة السكانية لدافيدسون في تعداد الولايات المتحدة. في ما يلي، التركيبة السكانية حسب تعدادي 2000 و2010.

### تعداد عام 2000
بلغ عدد سكان دافيدسون 375 نسمة بحسب تعداد عام 2000، وبلغ عدد الأسر 149 أسرة وعدد العائلات 101 عائلة مقيمة في البلدة. في حين سجلت الكثافة السكانية 302.4 نسمة لكل كيلومتر مربع (783.2/ميل2). وبلغ عدد الوحدات السكنية 181 وحدة بمتوسط كثافة قدره 146 لكل كيلومتر مربع (378.1/ميل2).
وتوزع التركيب العرقي للبلدة بنسبة 76% من البيض و1.33% من الأمريكيين الأفارقة و2.40% من الأمريكيين الأصليين و17.07% من الأعراق الأخرى و3.20% من عرقين مختلطين أو أكثر و31.20% من الهسبانيون أو اللاتينيون من أي عرق.
بلغ عدد الأسر 149 أسرة كانت نسبة 35.6% منها لديها أطفال تحت سن الثامنة عشر تعيش معهم، وبلغت نسبة الأزواج القاطنين مع بعضهم البعض 53% من أصل المجموع الكلي للأسر، ونسبة 12.1% من الأسر كان لديها معيلات من الإناث دون وجود شريك،  بينما كانت نسبة 2.7% من الأسر لديها معيلون من الذكور دون وجود شريكة وكانت نسبة 32.2% من غير العائلات. تألفت نسبة 30.2% من أصل جميع الأسر من عدة أفراد يعيشون في نفس المنزل ونسبة 13.4% كانت تتألف من شخص يعيش بمفرده يبلغ من العمر 65 عاماً أو أكثر. وبلغ متوسط حجم الأسرة المعيشية 2.52، أما متوسط حجم العائلات فبلغ 3.18.
بلغ العمر الوسطي للسكان 37.1 عاماً. وكانت نسبة 26.7% من القاطنين تحت سن الثامنة عشر، وكانت نسبة 9.9% بين الثامنة عشر والرابعة والعشرين عاماً، ونسبة 25.1% كانت واقعةً في الفئة العمرية ما بين الخامسة والعشرين والرابعة والأربعين عاماً، ونسبة 23.2% كانت ما بين الخامسة والأربعين والرابعة والستين، ونسبة 15.2% كانت ضمن فئة الخامسة والستين عاماً فما فوق. يوجد لكل 100 أنثى 102.7 ذكر، ويوجد لكل 100 أنثى في الثامنة عشر من عمرها فما فوق 96.4 ذكر.
بلغ متوسط دخل الأسرة في البلدة 25,000 دولارًا، أما متوسط دخل العائلة فبلغ 35,208 دولارًا. وكان متوسط دخل الذكور 25,156 دولارًا مقابل 16,786 دولارًا للإناث. وسجل دخل الفرد الخاص بالبلدة 12,679 دولارًا. وكانت نسبة 19.6% من العائلات ونسبة 24.1% من السكان تحت خط الفقر، وكان من هؤلاء نسبة 31.2% تحت سن الثامنة عشر ونسبة 20% في الخامسة والستين من العمر وما فوق.

### تعداد عام 2010
بلغ عدد سكان دافيدسون 315 نسمة بحسب تعداد عام 2010، وبلغ عدد الأسر 135 أسرة وعدد العائلات 87 عائلة مقيمة في البلدة. في حين سجلت الكثافة السكانية 254 نسمة لكل كيلومتر مربع (657.9/ميل2). وبلغ عدد الوحدات السكنية 176 وحدة بمتوسط كثافة قدره 141.9 لكل كيلومتر مربع (367.5/ميل2).
وتوزع التركيب العرقي للبلدة بنسبة 73.02% من البيض و0.32% من الأمريكيين الأفارقة و3.17% من الأمريكيين الأصليين و0.63% من الأمريكيين ذوي الأصول الآسيوية و0.32% من سكان جزر المحيط الهادئ و18.10% من الأعراق الأخرى و4.44% من عرقين مختلطين أو أكثر و34.92% من الهسبانيون أو اللاتينيون من أي عرق.
بلغ عدد الأسر 135 أسرة كانت نسبة 28.9% منها لديها أطفال تحت سن الثامنة عشر تعيش معهم، وبلغت نسبة الأزواج القاطنين مع بعضهم البعض 44.4% من أصل المجموع الكلي للأسر، ونسبة 11.1% من الأسر كان لديها معيلات من الإناث دون وجود شريك،  بينما كانت نسبة 8.9% من الأسر لديها معيلون من الذكور دون وجود شريكة وكانت نسبة 35.6% من غير العائلات. تألفت نسبة 29.6% من أصل جميع الأسر من عدة أفراد يعيشون في نفس المنزل ونسبة 13.3% كانت تتألف من شخص يعيش بمفرده يبلغ من العمر 65 عاماً أو أكثر. وبلغ متوسط حجم الأسرة المعيشية 2.33، أما متوسط حجم العائلات فبلغ 2.87.
بلغ العمر الوسطي للسكان 44.6 عاماً. وكانت نسبة 23.2% من القاطنين تحت سن الثامنة عشر، وكانت نسبة 7.9% بين الثامنة عشر والرابعة والعشرين عاماً، ونسبة 19.4% كانت واقعةً في الفئة العمرية ما بين الخامسة والعشرين والرابعة والأربعين عاماً، ونسبة 31.1% كانت ما بين الخامسة والأربعين والرابعة والستين، ونسبة 18.4% كانت ضمن فئة الخامسة والستين عاماً فما فوق. وتوزع التركيب الجنسي للسكان بنسبة 49.2% ذكور و50.8% إناث.